# Robert de Sorbon

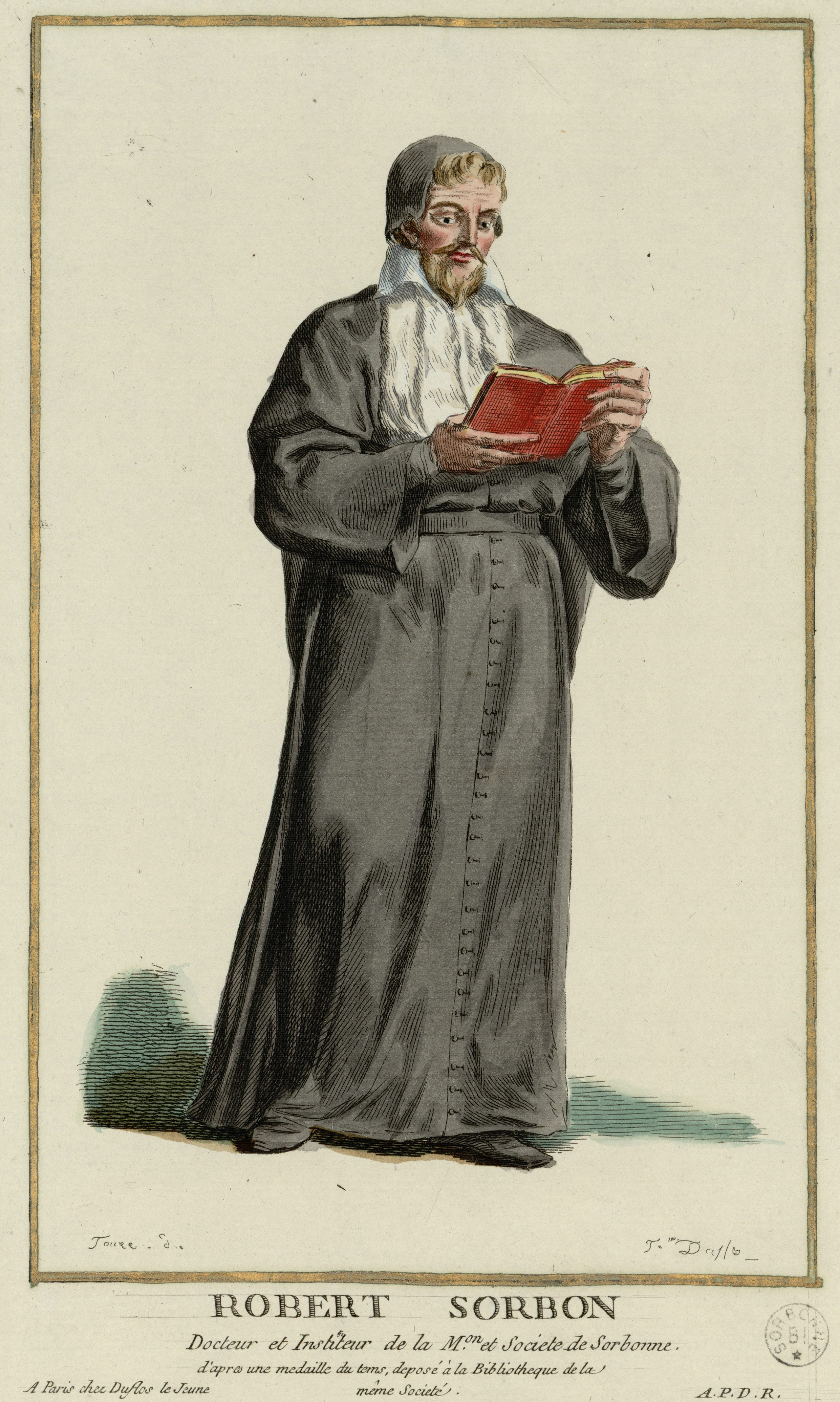
Robert de Sorbon

Robert de Sorbon (ur. 9 października 1201, zm. 15 sierpnia 1274) – francuski teolog, kapelan i spowiednik Ludwika IX, założyciel Sorbony.
Przyszły teolog urodził się w biednej rodzinie w Sorbon, w dzisiejszym departamencie Ardeny. Kształcił się w Reims i w Paryżu. Zwrócił na siebie uwagę pobożnością i dostał się pod patronat hrabiego d'Artois, a później króla Ludwika IX. Około 1251 roku mianowany został kanonikiem Cambrai. W 1258 roku został spowiednikiem króla i kanonikiem Paryża.
De Sorbon rozpoczął działalność dydaktyczną około 1253 roku, a w 1257 założył uczelnię pod nazwą Maison de Sorbonne. W zamierzeniu miała to być jednostka dydaktyczna przeznaczona dla około dwudziestu studentów teologii pochodzących z biednych rodzin. Placówka uzyskała poparcie papieża Aleksandra IV i wsparcie finansowe francuskiego króla. Z czasem uczelnia Maison de Sorbonne przekształcona została w Uniwersytet Paryski, którego de Sorbon został kanclerzem aż do swojej śmierci w 1274 roku. Przed śmiercią, wzorem innych humanistów, de Sorbon przekazał bibliotece uniwersyteckiej swój księgozbiór.

Kolegium założone przez Roberta de Sorbon otrzymało od swego fundatora jego własny księgozbiór. Biblioteka Sorbony składała się z dwóch części: „duża książnica” zawierała dzieła najczęściej używane, przytwierdzone łańcuchami do pulpitów; w „małej książnicy” przechowywano dublety bądź księgi rzadziej używane, wypożyczane za kaucją. […] W roku 1290 księgozbiór Sorbony liczył 1017 rękopisów.